# Lernajska Hidra
Za druge pojme glej Hidra (razločitev).
Hidra ali Lernajska Hidra (starogrško starogrško Λερναία Ὕδρα: Lernaía Hidra) je v grški mitologiji htonska brez imena vodna zver podobna kači z devetimi glavami, od katerih je bila ena nesmrtna in je živela v lernajskem močvirju v Argolidi. Bila je tako strupena, da je bila smrtonosna tudi njena sled.
Bila je sestra Himere, Sfinge in Kerberja.
Heraklej jo je tej večglavi pošasti odsekal glave, in ker sta za vsako odsekano glavo zrasli dve novi, je štrclje osmodil z ognjem. V krvi ubite pošasti je pomočil svoje puščice, ki so postale smrtonosne. 